# تحميلة (موسيقى)
تحميلة هي معزوفة موسيقية تكون ألحانها بمثابة محاورة بين العازفين على الآلات الموسيقية كالعود والقانون والكمان والناي تبدأ باستهلال لحني قصير يؤدى من قبل جميع العازفين ثم ينفرد أحدهم بأداء تقسيمة موزونة قصيرة تكون بمثابة سِؤال لحني موجه إلى بقية العازفين وتكون إجابة الفرقة الموسيقية بعزف لحن الاستهلال وتتكرر العملية عدة مرات على أن تكون التقسيمة الموزونة مرة على العود وأخرى على القانون وثالثة على الكمان وأخيرا على الناي وبعد عزف التقسيمة الصغيرة الموزونة يعزف لحن الاستهلال وتنتهي التحميلة عند انتهاء لحن الاستهلال.